# Ophioplinthus martensi
Ophioplinthus martensi är en ormstjärneart som först beskrevs av Studer 1885.  Ophioplinthus martensi ingår i släktet Ophioplinthus och familjen fransormstjärnor. Inga underarter finns listade i Catalogue of Life.